# 발터 풍크
발터 에마누엘 풍크(독일어: Walther Emanuel Funk, 1890년 8월 18일 ~ 1960년 5월 31일)는 나치 독일의 정치인으로, 1937년부터 1945년까지 경제장관을 지냈다.
풍크는 동프로이센에서 상인의 아들로 태어나, 베를린 훔볼트 대학교와 라이프치히 대학교에서 법, 경제, 철학을 배웠다. 제1차 세계 대전이 터지자 보병으로 참전했으며, 경제지 베를리너 뵈어젠차이퉁 (Berliner Börsenzeitung)의 기자를 거쳐 1931년 나치당에 들어갔다.
1933년 나치의 정권 장악 후, 국민계몽선전부 (Reichsministerium für Volksaufklärung und Propaganda) 차관을 거쳐, 1935년 경제 장관에서 해임된 햘마르 샤흐트 (Hjalmar Schacht)의 후임 경제 장관, 1939년 독일 제국 은행 (Reichsbank) 총재가 되었다.
제2차 세계 대전 후, 뉘른베르크 재판에서 종신 금고형을 선고 받았다가, 1957년 질병으로 석방되었다. 1960년, 노르트라인베스트팔렌주의 뒤셀도르프에서 사망하였다.

## 같이 보기
- 아우슈비츠 강제 수용소
- 오스카르 그뢰닝